# 霍氏缺齿鼩
霍氏缺齿鼩（学名：Chodsigoa hoffmanni），一种分布于越南北部及中国云南等地区的小型哺乳动物，隶属于鼩鼱科缺齿鼩属。本种原被认为是云南缺齿鼩（Chodsigoa parca）的一个种群，2017年中国学者通过分子系统学方法进行分析，结果显示澜沧江东、西两岸的云南缺齿鼩存在显著分化，于是将澜沧江以东的种群命名为新种－霍氏缺齿鼩。模式产地为云南楚雄双柏哀牢山东坡。

## 形态特征
霍氏缺齿鼩身体背部鼠灰色色，腹部毛色稍浅。尾背棕色，尾腹色淡，大部分尾尖具有一簇稍长的白毛。